# Filip Anger
Karl Axel Filip Anger, född 1 september 1898 i Angereds församling, Älvsborgs län, död 6 april 1984 i Kungsholms församling i Stockholm, var en svensk aktuarie och fackföreningsledare. Han var bland annat ordförande för SKTF 1948–1961 och för TCO 1960–1961.

## Biografi
Anger var son till handlanden John Bengtsson och Axelina Pettersson. Anger diplomerades från Socialinstitutet i Stockholm 1922, blev filosofie kandidat 1923, amanuens 1926, aktuarie 1937 (biträdande 1930) och var förste aktuarie 1940–1963 på Stockholms stads statistiska kontor samt direktörens ställföreträdare 1956–1963. 
Anger var ordförande i överstyrelsen för Stockholms stads befattningshavares intressekontorsförening 1945–1947 (sekreterare där 1931–1947 och i olika tjänstemannaföreningar), förste vice ordförande i Tjänstemännens centralorganisation (TCO) 1944–1960 och ordförande 1960–1961 (sekreterare 1937–1944). Han var sekreterare i Sveriges kommunaltjänstemannaförbund (SKTF) 1936–1948, ordförande där 1948–1961, generalsekreterare för de nordiska kommunaltjänstemannaföreningarna 1946–1962, ledamot av styrelsen och av arbetsutskottet i Sveriges kommunalanställdas pensionskassa 1947–1953, styrelseledamot i Socialinstitutet i Stockholm 1951–1963, revisor för allmänna tilläggspensioneringen 1960–1964, innehade utredningsuppdrag för Stockholms stadskollegium 1963–1964 och var tjänsteman i Salénrederierna 1964–1972. Han var utgivare av "Kommunaltjänstemannen" 1945–1961. Filip Anger är begravd på Ingarö kyrkogård.